# Neogene intermedia
Neogene intermedia är en fjärilsart som beskrevs av Clark 1935. Neogene intermedia ingår i släktet Neogene och familjen svärmare. Inga underarter finns listade i Catalogue of Life.